# Micpe Eštemoa
Micpe Eštemoa též Šim'a-sever (hebrejsky: מצפה אשתמוע, doslova "Vyhlídka na Eštemoa", podle biblické lokality Eštemo – Kniha Jozue 15,50, nebo שמעה צפון, anglicky: Mitzpe Eshtemoa nebo Shim'a North) je malá izraelská osada ležící na Západním břehu Jordánu v distriktu Judea a Samaří a v Oblastní radě Har Chevron. Nachází se v nadmořské výšce cca 630 metrů v jižní části Judska a Judských hor respektive v jižní části Judských hor nazývané Hebronské hory (Har Chevron). Micpe Eštemoa leží cca 18 kilometrů jihozápadně od centra Hebronu, cca 48 kilometrů jihozápadně od historického jádra Jeruzalému a cca 80 kilometrů jihovýchodně od centra Tel Avivu. Osada Micpe Eštemoa je na dopravní síť Západního břehu Jordánu napojena pomocí silnice číslo 60 – hlavní severojižní komunikační tepny Judska. Micpe Eštemoa leží cca 4 kilometry od Zelené linie oddělující Západní břeh Jordánu od Izraele v jeho mezinárodně uznávaných hranicích. Na jižní straně se rozkládá řídce obydlená polopouštní krajina s převahou izraelských sídel, na severu pak palestinská sídla. Micpe Eštemoa je satelitním výběžkem osady Šim'a, která se nachází jen cca půl kilometru jižním směrem.

## Dějiny
Micpe Eštemoa leží na Západním břehu Jordánu, jehož osidlování bylo zahájeno Izraelem až po jeho dobytí izraelskou armádou, tedy po roce 1967. Tato osada vznikla bez předchozího schválení izraelské vlády na v roce 2002. Podle jiného zdroje počátkem roku 2003. Osadu založila skupina studentů z ješivy z nedaleké vesnice Otniel. Zástavba sestává ze 17 objektů provizorního charakteru. V roce 2005 do této osady přišla skupina nábožensky založených rodin okolo ješivy Chomeš, které byly vypuzeny ze svých domovů v severním Samařsku kvůli provádění plánu jednostranného stažení. Právě studenti ješivy nyní tvoří větší část obyvatelstva v Micpe Eštemoa. Většina služeb a vzdělávacích institucí je ovšem umístěna v sousedních vesnicích, buď v Šim'a nebo v Otniel. Do Micpe Eštemoa zajíždí mobilní veřejná knihovna, funguje zde synagoga. Dvakrát denně staví u vjezdu do osady autobusová linka číslo 61 společnosti Egged, která vede z Kirjat Arba do Beerševy.

## Demografie
Osada Micpe Eštemoa není oficiálně uznávána izraelskou vládou a proto neexistují přesné statistiky o počtu jejích obyvatel. Databáze organizace Peace Now zde k roku 2007 uvádí 40 obyvatel. Mělo jít o 1 rodinu, 3 bezdětné manželské páry a víc než 20 studentů místní ješivy. Portál Amana zde uvádí 8 rodin, přičemž obyvatelstvo je složeno ze sekulárních i nábožensky založených lidí.